# إسعاف الحمى
إسعاف الحمّى (بالأرمنية: Ջերմանց Մխիտարություն)‏ هي دراسة شاملة كُتبت عام 1184 بواسطة الطبيب الأرمني مخيتار هيراتسي الذي عاش في العصور الوسطى الوسطى، وقد تم الحفاظ عليها بالكامل. استخدم الكاتب كلمة الحمّى إشارةً إلى مجموعة الأمراض المُسبِّبة لمرض الحمّى مثل الملاريا، الحمّى الصفراء وحمّى التيفوئيد والتي كانت منتشرة في سهول قيليقية في ذلك الوقت. قام المؤلف بكتابة هذا الكتاب باللهجة الدارجة وليس باللغة الأرمنية الأدبية فيه تأكيدٌ لرغبته بأن يتم تداول مُؤلَّفِه بين أيدي العامة. تحدَّث هيراتسي في مؤلفه مُطوَّلًا عن أعراض أنواع الحمّى المختلفة، فعلى سبيل المثال، قدَّم التكهّن السريري لثلاثة أنواع من الملاريا: ملاريا يومية ، ملاريا الثُلث وملاريا الرُّبع. تم اكتشاف هذه المخطوطة عام 1727 في القسطنطينية وتم شراؤها من قِبل المكتبة الوطنية الفرنسية. وتم طباعتها لأول مرة في البندقية عام 1832. لاحقًا خلال ذلك القرن، أًدخلت لدائرة اهتمام علماء الغرب بواسطة عدد من الباحثين الألمان الذين نشروا بعضَ مقتطفاتٍ منها بالألمانية. كما جرى نشرُ مقتطفاتِ بالفرنسية على يد فاهرام تركمان عام 1899. قام إرنيست سيدل بترجمة العمل كاملًا للألمانية عام 1908. وتم نشر ترجمته للروسية عام 1955 في يريفان.